# يو دان (كاتبة)
يو دان (بالصينية: 于丹,) هي كاتِبة صينية، ولدت في 28 يونيو 1965.